# 東京都立久留米高等学校
東京都立久留米高等学校（とうきょうとりつくるめこうとうがっこう）は、かつて東京都東久留米市幸町五丁目に存在した都立高等学校。

## 概要
サッカー部が全国大会に出場したことで、「都立の星」として話題を呼んだ。中村憲剛他、1期生の志村けんも在籍していた。
2006年11月18日（土）国立西が丘サッカー場　第85回全国高等学校サッカー選手権大会東京都予選グループB決勝にて東海大学菅生高等学校と対決。前後半とも粘りロスタイムにカウンターゴールを決め、1対0で東海大菅生に競り勝ち14年ぶり2回目の全国出場の切符をつかみ取った。都立久留米高校としては最後の大会でもあった。
統合のため全日制普通科最後となる卒業式の2007年3月の卒業式では歴代の校長を招待したが、朝日新聞に東京都の教育に関して批判的な寄稿をした前校長の招待を取り消している。
なお、東久留米市にあるが、校名に「東」はついていない。これは、当高校が開校した当時は、所在地の自治体が「久留米町」と称していたため。1970年に市制施行で福岡県久留米市との同名回避により東久留米市となったが、校名は変更しなかった（近くにある東京都立久留米西高等学校は市制施行後に開校したが、「東」は付けていない）。

## 沿革
- 1965年 - 東京都立久留米高等学校として開校。全日制、定時制普通科を設置。
- 1967年 - 学校群制度実施。小平高校と76群を組む。
- 1969年 - 76群に東村山高校が加わる。
- 1978年 - 76群から分離され、単独選抜校となる。
- 1982年 - 学校群が廃止され、グループ合同選抜制度に移行。91グループに編成される。
- 1994年 - 再び単独選抜となる。
- 2005年 - 全日制普通科の募集を停止。
- 2007年 - 全日制普通科を清瀬東高校と統合する形で東京都立東久留米総合高等学校が開校。
- 2010年 - 閉校。

## 教育課程
- 定時制課程

※2007年度から募集停止、補欠募集のみとなった。2010年3月に閉課、略称は久留定（くるてい）。

## 交通アクセス
- 清瀬駅より徒歩15分。
- 東久留米駅より徒歩18分。
- 清瀬駅南口・花小金井駅入口・武蔵小金井駅北口から西武バス・武13系統で「久留米高校」（現：東久留米総合高校前）停留所下車、徒歩

なお、停留所前にある学校は東久留米市立久留米中学校であり、高校ではない。高校は中学校の東側にある。また、久留米西高校は同じ停留所の西側にある。

## 著名な出身者

### サッカー
- 中村憲剛
- 佐々木瑞穂
- 戸塚亮
- 今井祐介
- 岡田正義
- 清家貴子
- 石井豪

### 芸能
- 志村けん
- ゆいP
- 奥田美香
- 直江喜一
- 仙台エリ
- 箕田和男